# Whiskey Tango Foxtrot
Pour plus de détails, voir Fiche technique et Distribution.
Whiskey Tango Foxtrot est une comédie dramatique américaine réalisée par Glenn Ficarra et John Requa, sortie en 2016. C'est l'adaptation des mémoires de la journaliste américaine Kim Barker, Le remaniement des talibans : Jours étranges en Afghanistan et au Pakistan (en) publiées en 2011.

## Synopsis
Chargée de rédiger les bulletins de nouvelles pour une chaîne de télévision américaine, Kim Baker décide d'accepter l'offre de ses patrons et s'envole vers l'Afghanistan afin de devenir journaliste en zone de guerre. Croyant d'abord qu'elle n'est pas faite pour ce type de vie angoissante, elle prend vite goût à l'adrénaline des zones de combat et à la quête jamais assouvie de la bonne histoire.

## Titre
En alphabet radio international, le titre devient WTF, abréviation de What The Fuck qu'on traduit habituellement par "C'est quoi ce bordel".

## Distribution
- Tina Fey (VF : Karine Texier[2] ; VQ : Mélanie Laberge) : Kim Baker (en)
- Margot Robbie (VF : Dorothée Pousséo ; VQ : Catherine Brunet) : Tanya Vanderpoel
- Martin Freeman (VF : Julien Sibre ; VQ : Alain Zouvi) : Iain MacKelpie
- Christopher Abbott (VF : Mustapha Abourachid ; VQ : Thiéry Dubé) : Fahim Ahmadzai
- Billy Bob Thornton (VF : Gérard Darier ; VQ : Éric Gaudry) : Général Hollanek, US Marine Corps
- Alfred Molina (VF : Gabriel Le Doze ; VQ : Manuel Tadros) : Ali Massoud Sadiq
- Sheila Vand (VQ : Nathalie Coupal) : Shakira El-Khoury
- Nicholas Braun (VQ : Louis-Philippe Berthiaume) : Tall Brian
- Steve Peacocke (VF : Emmanuel Garijo ; VQ : Alexis Lefebvre) :  Nic
- Evan Jonigkeit (VF : Jean Rieffel ; VQ : Nicholas Savard L'Herbier) : Coughlin
- Scott Takeda (VF : Loïc Guingand) : Ed Faber
- Josh Charles (VF : Pierre Tessier ; VQ : Frédéric Desager) : Chris
- Cherry Jones : Geri Taub
- Sterling K. Brown (VF : Asto Montcho) : le sergent Hurd
- Thomas Kretschmann : le passager de l'avion

 Source et légende : version française (VF) sur RS Doublage